# Gare de Frasne
Gare de Frasne vasútállomás Franciaországban, Frasne településen.

## Vasútvonalak
Az állomást az alábbi vasútvonalak érintik:
- Dijon–Vallorbe-vasútvonal
- Frasne–Les Verrières-vasútvonal

## Kapcsolódó állomások
A vasútállomáshoz az alábbi állomások vannak a legközelebb:
- Gare de La Rivière (Frasne–Les Verrières-vasútvonal)
- Gare de Labergement-Sainte-Marie (Dijon–Vallorbe-vasútvonal)
- Gare d’Andelot (Dijon–Vallorbe-vasútvonal)